# PLOS One
PLOS One (hay PLOS ONE, trước đây là PLoS ONE) là một tạp chí khoa học truy cập mở, bình duyệt ngang hàng được xuất bản bởi Thư viện Khoa học Công cộng (PLOS) từ năm 2006. Tạp chí này bao gồm các nghiên cứu chính từ bất kỳ chuyên ngành nào trong khoa học và y học. Thư viện Khoa học Công cộng bắt đầu hoạt động vào năm 2000 do một sáng kiến kiến nghị trực tuyến của nhà khoa học đoạt giải Nobel Harold Varmus, trước đây là giám đốc của Viện Y tế Quốc gia, Hoa Kỳ và lúc đó là giám đốc của Trung tâm Ung thư Memorial Sloan – Kettering; Patrick O. Brown, một nhà hóa sinh tại Đại học Stanford; và Michael Eisen, một nhà sinh học tính toán tại Đại học California, Berkeley, và Phòng thí nghiệm Quốc gia Lawrence Berkeley.
Các bài gửi đăng đều phải chịu một khoản phí xử lý bài báo, và theo tạp chí, các bài báo không được loại trừ vì thiếu nhận thức tầm quan trọng hoặc không tuân thủ một lĩnh vực khoa học. Tất cả các bài nộp đều trải qua đánh giá trước khi xuất bản bởi một thành viên của hội đồng biên tập học thuật, người có thể chọn lấy ý kiến từ người bình duyệt bên ngoài. Vào tháng 1 năm 2010, tạp chí đã được đưa vào Báo cáo trích dẫn của Tạp chí và nhận được hệ số tác động (impact factor) đầu tiên là 4,411. PLOS One là tạp chí được xuất bản theo giấy phép Creative Commons.

## Lịch sử

### Hình thành và phát triển
Quỹ Gordon và Betty Moore đã trao cho PLOS khoản tài trợ 9 triệu đô la vào tháng 12 năm 2002 và khoản tài trợ 1 triệu đô la vào tháng 5 năm 2006 với mục đích cung cấp nguồn tài chính bền vững và ra mắt các tạp chí y sinh truy cập miễn phí mới. Tạp chí PLOS One được ra mắt vào tháng 12 năm 2006 dưới dạng phiên bản beta có tên PLOS One.
Tháng 7 năm 2007, PLOS One ra mắt các chức năng bình luận và ghi chú, và thêm khả năng xếp hạng các bài báo.
Tháng 9 năm 2007, PLOS One bổ sung thêm khả năng để lại vết sửa đổi "trackbacks" trên các bài báo.
Tháng 8 năm 2008, tạp chí chuyển từ lịch xuất bản hàng tuần sang hàng ngày, cho phép xuất bản các bài báo ngay khi chúng sẵn sàng.
Tháng 10 năm 2008, PLOS One bỏ trạng thái "beta", chuyển sang chính thức.
Vào tháng 9 năm 2009, PLOS One đã cung cấp toàn bộ dữ liệu sử dụng trực tuyến như là một phần của chương trình đo lường cấp độ ảnh hưởng bài báo, bao gồm số lần xem trang dạng HTML, thống kê tải xuống dạng ở PDF hoặc XML, công khai cho mọi bài báo được xuất bản. Vào giữa năm 2012, tạp chí đã đổi tên thành PLOS One như một phần của việc đổi thương hiệu từ PLoS thành PLOS.

### Sản lượng xuất bản
Số lượng các bài báo được xuất bản bởi PLOS One đã tăng nhanh chóng từ khi thành lập đến năm 2013 và kể từ đó đã giảm đi phần nào. Đến năm 2010, nó được đánh giá là đã trở thành tạp chí học thuật lớn nhất trên thế giới, và đến năm 2011, cứ 60 bài báo do PubMed lập chỉ mục có 1 bài báo là được xuất bản bởi PLOS One. Tháng 9 năm 2017, PLOS One xác nhận họ đã xuất bản hơn 200,000 bài báo. Đến tháng 11 năm 2017, tạp chí Scientific Reports đã vượt qua PLOS One về sản lượng.
Tại PLOS One, thời gian bình duyệt trung bình đã tăng từ 37 ngày lên 125 ngày trong mười năm hoạt động đầu tiên, theo phân tích của Himmelstein thực hiện cho Nature. Thời gian trung bình giữa việc chấp nhận và đăng một bài báo trên trang web đã giảm từ 35 xuống 15 ngày so với cùng kỳ. Cả hai con số cho năm 2016 gần tương ứng với mức trung bình trong toàn ngành cho các tạp chí liên quan đến sinh học.

### Quản lý
Biên tập viên quản lý sáng lập tạp chí PLOS One là Chris Surridge. Ông được kế nhiệm bởi Peter Binfield vào tháng 3 năm 2008, và cũng là người phụ trách xuất bản cho đến tháng 5 năm 2012. Damian Pattinson sau đó giữ chức vụ tổng biên tập cho đến tháng 12 năm 2015. Joerg Heber là tổng biên tập từ tháng 11 năm 2016 trước khi Emily Chenette đảm nhận vị trí đó vào tháng 3 năm 2021.

## Đón nhận
Cũng như tất cả các tạp chí khác của Thư viện Khoa học Công cộng, quyền truy cập PLOS One là quyền mở và được tài trợ bởi phí xử lý bài báo, thường do tổ chức của tác giả hoặc tự tác giả chi trả. Mô hình này cho phép các tạp chí PLOS cung cấp miễn phí tất cả các bài báo cho công chúng ngay sau khi xuất bản. Kể từ tháng 4 năm 2021, PLOS One thu phí xuất bản là 1,745 đô la để xuất bản một bài báo. Tùy trường hợp có thể miễn hoặc giảm phí cho những tác giả không đủ kinh phí.
PLOS đã hoạt động thua lỗ cho đến năm 2009 nhưng đã trang trải được chi phí hoạt động lần đầu tiên vào năm 2010, phần lớn là do sự tăng trưởng của PLOS One. Sự thành công của PLOS One đã truyền cảm hứng cho một loạt tạp chí truy cập mở khác, bao gồm cả một số tạp chí đã từng bị chỉ trích là "megajournals" có phạm vi rộng, tính chọn lọc thấp và mô hình trả tiền để xuất bản sử dụng giấy phép Creative Commons.
Vào tháng 9 năm 2009, PLOS One đã nhận được Giải thưởng Đổi mới Xuất bản (Publishing Innovation Award) của Hiệp hội Các nhà xuất bản Học tập và Xã hội Chuyên nghiệp (Association for Learned and Professional Society Publishers). Giải thưởng được trao để công nhận "cách tiếp cận thực sự đổi mới đối với bất kỳ khía cạnh nào của ấn phẩm được đánh giá dựa trên tính độc đáo và chất lượng sáng tạo, cùng với tiện ích, lợi ích cho cộng đồng và triển vọng dài hạn". Vào tháng 1 năm 2010, PLOS thông báo rằng tạp chí sẽ được đưa vào Báo cáo trích dẫn tạp chí (Journal Citation Reports) thường niên của Clarivate Analytics, và tạp chí đã nhận được hệ số tác động (impact factor) là 4,411 vào năm 2010. Cũng theo Báo cáo trích dẫn tạp chí, tạp chí PLOS One có hệ số tác động năm 2020 là 3,240.

## Các ấn phẩm gây tranh cãi

### Bị cáo buộc phân biệt giới tính trong bình duyệt ngang hàng
Ngày 29 tháng 4 năm 2015, Fiona Ingleby và Megan Head, nghiên cứu sinh sau tiến sĩ (postdoc) tại Đại học Sussex và Đại học Quốc gia Úc, đã đăng một lá thư từ chối bản thảo nhận được từ một người bình duyệt cho một tạp chí mà họ không muốn nêu tên. Nội dung lá thư từ chối bản thảo bài báo của Ingleby và Head quan ngại về sự khác biệt trong quá trình chuyển đổi từ tiến sĩ sang postdoc giữa các nhà khoa học nam và nữ. Người bình duyệt lập luận rằng các tác giả nên "tìm một hoặc hai nhà sinh vật học nam để làm việc cùng" để đảm bảo bản thảo không bị trôi vào "các giả định thiên lệch về mặt tư tưởng", các nhận xét mà các tác giả cho là "không chuyên nghiệp và không phù hợp" và có tính chất phân biệt giới tính. Ngay sau đó, tạp chí được xác nhận là tạp chí PLOS One. Đến ngày 1 tháng 5, PLOS thông báo rằng họ đã cắt đứt quan hệ với người bình duyệt chịu trách nhiệm về các bình luận phân biệt giới tính trên và yêu cầu người biên tập phụ trách bản thảo từ chức. PLOS One cũng đã đưa ra một tuyên bố xin lỗi sau vụ việc.

### CreatorGate
Ngày 3 tháng 3 năm 2016, các biên tập viên của PLOS One đã bắt đầu đánh giá lại một bài báo về hoạt động của bàn tay con người do độc giả của tạp chí phẫn nộ vì nội dung liên quan đến "Đấng sáng tạo" trong bài báo. Các tác giả, những người đã nhận được tài trợ từ Chương trình Nghiên cứu Cơ bản Quốc gia Trung Quốc và Quỹ Khoa học Tự nhiên Quốc gia Trung Quốc cho công trình này, đã phản hồi rằng từ "Creator" đề cập trong bài chỉ là lỗi dịch thuật kém từ thành ngữ trong tiếng Trung 造化 (者) (âm Hán Việt: tạo hóa (giả)) có nghĩa đen là "(cái mà) tạo ra hoặc biến đổi" có thể hiểu là "tự nhiên" trong ngôn ngữ Trung Quốc. Tuy nhiên, bất chấp sự phản đối của các tác giả, bài báo vẫn bị rút lại. Một phân tích ít thiện cảm hơn về việc sử dụng từ "Creator" đã được đăng trên Biên niên sử Giáo dục Đại học (The Chronicle of Higher Education) bởi các chuyên gia tiếng Trung đã lưu ý rằng biên tập viên được liệt kê trên bài báo, Renzhi Han, trước đây đã từng làm việc tại Nhà thờ Tin lành Trung Quốc ở thành phố Iowa.
Vụ việc được đẩy lên cao khi Sarah Kaplan của tờ The Washington Post đã trình bày một phân tích chi tiết về vấn đề mà cô đặt tên là #CreatorGate, và kết luận rằng việc rút lại vội vàng của tờ báo có thể là một hành vi phạm tội thậm chí còn lớn hơn việc xuất bản bài báo ngay từ đầu. So sánh tương phản với cách xử lý vấn đề của PLOS One, cô đã chỉ ra cách xử lý trong lịch sử 12 năm rút lại bài báo gian lận về vắc-xin và chứng tự kỷ của The Lancet hay việc không rút lại một nghiên cứu đã được tiết lộ về "sự sống của thạch tín" đăng trên Science trước đó. Một ví dụ khác cho cách xử lý của các tạp chí trong trường hợp tương tự là của bài báo trên Nature về "bộ nhớ nước" cũng không bị rút lại.

### Bài báo về chứng rối loạn giới tính khởi phát nhanh
Lisa Littman, một bác sĩ và nhà nghiên cứu người Mỹ của Trường Đại học Y tế Công cộng Brown, đã đặt ra thuật ngữ "chứng rối loạn giới tính khởi phát nhanh" (rapid-onset gender dysphoria, viết tắt ROGD) khi bắt đầu một nghiên cứu mô tả ban đầu có tiêu đề "Chứng phiền muộn giới tính bắt đầu nhanh chóng ở thiếu niên và thanh niên: Một nghiên cứu về báo cáo của cha mẹ". Littman đã trình bày kết quả sơ bộ tại một hội nghị năm 2017 và nghiên cứu mô tả ban đầu được xuất bản trên PLOS One vào tháng 8 năm 2018. Nghiên cứu đã bị chỉ trích bởi các nhà hoạt động chuyển giới như Julia Serano và các chuyên gia y tế như nhà tâm lý học phát triển và lâm sàng Diane Ehrensaft, vì bị chính trị hóa và có các mẫu tự chọn, cũng như thiếu dữ liệu lâm sàng hoặc phản hồi từ chính thanh thiếu niên.
Ngày 27 tháng 8 năm 2018, các biên tập viên của PLOS One đã bắt đầu đánh giá lại một bài báo được xuất bản hai tuần trước đó bởi Lisa Littman. Nghiên cứu mô tả một hiện tượng lây lan xã hội, hoặc "bùng phát cụm" trong chứng phiền muộn giới ở những người trẻ tuổi, mà Littman gọi là "chứng rối loạn giới tính khởi phát nhanh". Dữ liệu nghiên cứu được được thu thập từ một cuộc khảo sát được thực hiện trên ba trang web dành cho các bậc cha mẹ có liên quan có con mắc chứng phiền muộn giới, yêu cầu phản hồi từ các bậc cha mẹ có con đã trải qua "sự phát triển đột ngột hoặc nhanh chóng của chứng phiền muộn giới tính bắt đầu từ 10 đến 21 tuổi".
Đến ngày 19 tháng 3 năm 2019, PLOS One mới hoàn tất quá trình đánh giá. Người phản biện Angelo Brandelli Costa đã chỉ trích các phương pháp và kết luận của nghiên cứu bằng một bình luận chính thức, nói rằng, "Mức độ bằng chứng do nghiên cứu của Tiến sĩ Littman đưa ra không thể tạo ra một tiêu chí chẩn đoán mới so với thời điểm thể hiện các nhu cầu về xác nhận giới tính xã hội và y tế." Trong một lá thư riêng xin lỗi về sự thất bại của việc bình duyệt đồng cấp trong giải quyết các vấn đề với bài báo, Tổng biên tập PLOS One Joerg Heber cho biết," chúng tôi đã đi đến kết luận rằng nghiên cứu và dữ liệu kết quả đã báo cáo trong bài báo thể hiện một đóng góp hợp lệ cho tài liệu khoa học. Tuy nhiên, chúng tôi cũng xác định rằng nghiên cứu, bao gồm mục tiêu, phương pháp luận và kết luận của nó, không được đóng khung đầy đủ trong phiên bản đã xuất bản và những điều này cần được sửa chữa."
Bài báo sau đó đã được tái bản với các phần Tiêu đề, Tóm tắt, Giới thiệu, Phương pháp luận, Thảo luận và Kết luận được cập nhật mới, nhưng phần Kết quả hầu như không thay đổi. Khi đính chính, Littman nhấn mạnh rằng bài báo là "một nghiên cứu về các quan sát của cha mẹ nhằm phát triển các giả thuyết", nói rằng "Rối loạn giới tính khởi phát nhanh (ROGD) không phải là chẩn đoán sức khỏe tâm thần chính thức vào thời điểm này. Báo cáo này không thu thập dữ liệu từ thiếu niên và thanh niên (AYA) hoặc bác sĩ lâm sàng và do đó không xác nhận hiện tượng. Nghiên cứu bổ sung bao gồm AYA, cùng với sự đồng thuận của các chuyên gia trong lĩnh vực này, sẽ cần thiết để xác định xem liệu những gì được mô tả ở đây là chứng phiền muộn giới khởi phát nhanh (ROGD) có trở thành một chẩn đoán chính thức hay không."

## Đánh chỉ mục
Các bài đăng trên tạp chí PLOS One được đánh chỉ mục trên hầu hết các nền tảng uy tín như:
- AGRICOLA
- BIOSIS Previews
- Chemical Abstracts Service
- EMBASE
- Food Science and Technology Abstracts
- GeoRef
- MEDLINE/PubMed/Index Medicus
- Science Citation Index Expanded
- Scopus
- The Zoological Record